# Beweging naar het Socialisme
De Beweging naar Socialisme - Politiek Instrument voor de Soevereiniteit van de Volkeren (Spaans: Movimiento al Socialismo-Instrumento Político por la Soberanía de los Pueblos, MAS) is een linkse socialistische politieke partij uit Bolivia, die geleid wordt door Evo Morales. De partij regeerde Bolivia van 2006 tot 2019, en opnieuw sinds oktober 2020.
MAS is in 1985 onder een andere naam opgericht in de provincie Chapare en was aanvankelijk een beweging die de belangen van kleine cocaboeren vertegenwoordigde. Morales streefde met zijn beweging naar nationalisatie van de olie- en gasindustrie.
Bij de Boliviaanse verkiezingen in 2002 kreeg MAS 11,9 % van de stemmen, wat goed was voor 27 van de 130 zetels in het Huis van Afgevaardigden en 8 van de 27 zetels in de senaat. Presidentskandidaat Morales kreeg 20,9 % van de stemmen. MAS werd hiermee de op een na grootste partij van Bolivia en Morales bedankte de Amerikaanse ambassadeur Manuel Rocha voor diens hulp, omdat Rocha's kritische opmerkingen averechts hadden gewerkt en MAS veel stemmenwinst hadden opgeleverd.
De winnaar van de verkiezingen, Gonzalo Sánchez de Lozada, sloot een verdrag met Chili voor de export van Boliviaans aardgas via Chili naar de Verenigde Staten. De MAS leidde een volksopstand tegen dit voornemen en terwijl de partijleden in hun rode poncho's optrokken naar de hoofdstad, trad Sánchez de Lozada af. Onder zijn opvolger Carlos Mesa bleef de gaswinning echter een hot item. De president won in 2004 een referendum maar moest in 2005 aftreden na nieuwe stakingen en blokkades georganiseerd door de MAS.
MAS deed weer mee aan de landelijke verkiezingen op 18 december 2005. Morales won de verkiezingen, als eerste Indiaanse leider in de Boliviaanse geschiedenis. Bij de parlementsverkiezingen van 2009 won de partij met 64,22 % van de stemmen een meerderheid. Hij werd nog drie keer herkozen, maar in 2019 waren er grote protesten tegen de verkiezingsuitslag wegens stemfraude. Morales werd gedwongen het land te verlaten en er kwam een interim regering onder leiding van Jeanine Añez. Na overleg van regering en oppositie werd besloten nieuwe verkiezingen te houden, maar Morales is niet welkom als kandidaat voor de verkiezingen.
In oktober 2020 won Luis Arce met een groot verschil de presidentsverkiezingen voor de MAS. Hij kreeg zo'n 55% van de stemmen tegenover 29% voor Carlos Mesa. Nummer drie, de conservatieve Luis Fernando Camacho, die een belangrijke rol speelde bij het afzetten van Morales in 2019, bleef steken op 14% van de stemmen. Arce was minister van Economische Zaken in diverse kabinetten van Morales en hij heeft een succesvol beleid gevoerd om de armoede in het land te bestrijden. Sinds zijn overwinning heeft Arce speculaties over een mogelijke rol van Morales in de Boliviaanse politiek klein gehouden.